# Bautschoot
Bautschoot is een gehucht in de Belgische stad Lokeren, gelegen in de deelgemeente Eksaarde.

## Geschiedenis
Bautschoot is een historisch straatdrop met nauwe verbindingen met het Eksaardse gehucht Brugge, gelegen in de nabijheid van de Zuidlede.
Op de Ferrariskaart wordt Bautschoot aangeduid als "Batschoote" op de locatie waar het hedendaagse gehucht Keerken zich bevindt.
In de loop der tijd heeft zich een verschuiving in benamingen voorgedaan, waarbij de naam "Keerken" steeds prominenter werd voor deze locatie. Dit leidde tot de geleidelijke vervanging van de oorspronkelijke aanduiding "Bautschoot." Deze verschuiving ging hand in hand met de ontwikkeling van een reeks lintbebouwing die zich uitstrekte tussen Keerken en het gehucht Brugge.

## Ligging
Bautschoot is gelegen aan de N433, een cruciale verbindingsweg tussen Eksaarde en Lokeren. Deze weg wordt beschouwd als het verlengde van de N47. Het gehucht is gepositioneerd tussen de wijk Brugge en het nabijgelegen gehucht Keerken, en bevindt zich tevens in de buurt van de Zuidlede.
Deelgemeenten: Daknam · Eksaarde · Lokeren · Moerbeke

Dorpen: Doorslaar · Heiende · Koewacht · Kruisstraat · Oudenbos

Gehuchten: Brandbezen · Bautschoot · Briel · Calaigne · Caudenborm · De Katte · Den Oever · Duivekeet · Eksaardedam · Everslaar · Fortuine · Ganzendries · Lammeken · Heydensveer · Hillare · Hul · Keerken · Keersmakers · Molenhoek · Molsbergen · Naastveld ·  Nieuwpoort · Oosteindeke · Pereboom · Rijssel · Rode Sluis · Scheepken · Staakte · Stenenbrug · Terwest · Turfakkers · Veldeken · Vogelzang · Vossel · Werkstede · Westhoek · Zeveneekskens · Zwarte Sluis

Wijken: Bergendries · Bokslaar · Bloemenwijk · De Kop · Flamigantenwijk · Ledehof · Heirbrug · Lokeren-Zuid · Puttenen · Rozen · Schrijverswijk · Spoele · Stationswijk · Vogelkwijk

Buurten: Kouter · Oude Brug · 't Zand

Belgische gemeenten · Arrondissement Sint-Niklaas · Oost-Vlaanderen · Vlaanderen